# Санлисский договор (1475)
Санлисский договор (фр. traité de Senlis) — мирный договор между герцогом Бретани Франциском II и королём Франции Людовиком XI, подписанный и ратифицрованный 29 сентября и 9 октября 1475 года в аббатстве Нотр-Дам-де-ла-Виктуар-ле-Санлис в Санлисе.

## История
Франциск II пытался сохранить независимость герцогства Бретани и атрибуты суверенитета. С 1463 г. он стремился заключить союзы с Бургундией, Англией и французскими принцами, которые оказались такими же хрупкими, как и Лига общественного блага (в 1465 г.), в которую он внес лишь запоздалый и недостаточный вклад. Однако по Сен-Морскому договору он добился отказа Людовика XI от права назначать бретонских епископов.
Франциск II поддержал восстание младшего брата французского короля и герцога Берри и Гиени Карла, стремившегося завоевать Нормандию и Пуату. Первоначальные успехи в 1468 г. сошли на нет, бретонский герцог по Ансенйискому договору обязался быть добрым слугой Людовика XI/. В 1472 г. умер Карл II Беррийский, в 1476 г. — герцог Алансона Жан II, в 1477 г. — герцог Бургундии Карл Смелый. В Англии в войне Алой и Белой розы после битв при Барнете и Тьюксбери установилась власть Йорков, которая ослаблялась враждой короля Эдуарда IV с братьями Джорджем и Ричардом, и англичане не могли вмешаться в прежнем объёме в континентальные дела. В 1480 г. умер Рене Добрый, и к Людовику XI перешли Анжу, Мэн и Прованс.

## Содержание договора
Несмотря на Ансенийский договор 1468 г., Франсуа II снова восстал в 1472 г., но смерть младшего брата короля и герцога Берри и Гиени Карла лишила его важной поддержки. В противостоянии Людовика XI и герцога Бургундии Карла Смелого Франциск вместе с англичанами поддерживал последнего, однако Людовик оканчивает боевые действия договором в Пикиньи и Солёвре оканчивает боевые действия. Не имея возможности бороться в одиночку против королевских армий, Франциск II подписал Санлисский мир.
В Санлисском договоре, заключённом 29 сентября и подписанном 9 октября 1475 г., его независимость была ограничена: Людовик XI назначил его генерал-лейтенантом королевства Франции, Франциск II обязался поддерживать короля в его войнах и не воевать с ним, его внешняя политика должна совпадать с королевской. Этот договор подтверждается договорами Аррасским (1482 г.) и Буржским (1485 г.) договорами.